# Complete Madness
Complete Madness es el primer álbum recopilatorio del grupo de ska/pop Madness. Se publicó en el año 1982 e incluía los grandes éxitos de Madness de sus primeros álbumes de estudio y todos los sencillos. Complete Madness estuvo 88 semanas en las listas del Reino Unido, llegando al número 1.

## Lista de pistas
1. "Embarrassment"
2. "Shut Up"
3. "My Girl"
4. "Baggy Trousers"
5. "It Must Be Love"
6. "The Prince"
7. "Bed & Breakfast Man"
8. "Night Boat To Cairo"
9. "House of Fun"
10. "One Step Beyond"
11. "Cardiac Arrest"
12. "Grey Day"
13. "Take It or Leave It"
14. "In the City"
15. "Madness"
16. "The Return of the Los Palmas 7"

- Datos: Q1932347